# Johannes de Klerk

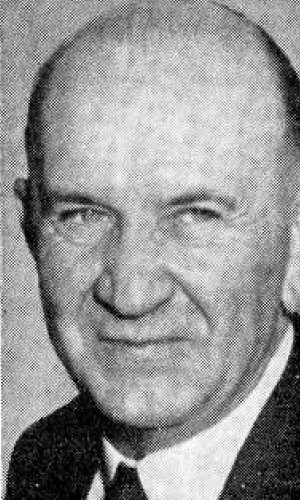
Jan de Klerk (1955)

Johannes „Jan“ de Klerk (* 22. Juli 1903 in Burgersdorp, Kapkolonie; † 24. Januar 1979 in Krugersdorp, Transvaal) war ein südafrikanischer Politiker.

## Biografie
Zunächst war er von 1954 bis 1958 Minister für Arbeit und öffentliche Arbeiten im Kabinett seines Schwagers, Premierminister Johannes Gerhardus Strijdom. Im Kabinett von Premierminister Hendrik Frensch Verwoerd bekleidete er zwischen 1958 und 1961 das Amt des Ministers für Arbeit und Bergbau. Zudem wurde de Klerk bereits 1955 in den Senat gewählt, dem er bis 1976 angehörte. 
Nach der Umwandlung Südafrikas in eine Republik am 31. Mai 1961 wurde er als Nachfolger von Jozua François Naudé von Premierminister Verwoerd zum Innenminister in dessen Regierung berufen und gehörte dieser bis zum Tode Verwoerds am 6. September 1966 an. Zugleich war er 1961 für kurze Zeit Minister für Arbeit und Immigration und danach als Nachfolger von Balthazar Johannes Vorster zusätzlich von 1961 bis 1969 Erziehungsminister sowie Minister für Kunst und Wissenschaft.
Seit seinem Ausscheiden aus der Regierung 1969 bekleidete er als Nachfolger von Jozua François Naudé bis 1976 das Amt des Präsidenten des Senats. Als solcher war er vom Ende der Amtszeit von Jacobus Johannes Fouché am 9. April 1975 bis zum Amtsantritt von Nicolaas Diederichs am 19. April 1975 auch amtierender Staatspräsident. Im Januar 1976 wurde Marais Viljoen sein Nachfolger als Senatspräsident.
Jan de Klerks Sohn Frederik Willem de Klerk war von 1989 bis 1994 Staatspräsident und erhielt 1993 zusammen mit Nelson Mandela den Friedensnobelpreis.